# Volvulella acuminata
Volvulella acuminata é uma espécie de molusco pertencente à família Rhizoridae.
A autoridade científica da espécie é Bruguière, tendo sido descrita no ano de 1792.
Trata-se de uma espécie presente no território português, incluindo a zona económica exclusiva.